# Batalla de Mora
La Batalla de Mora fue un hecho de armas parte de la Revuelta de Taos, una insurrección popular en contra de los Estados Unidos. Tuvo lugar el 24 de enero de 1847, durante la Intervención estadounidense en México.

## Antecedentes
El 20 de enero de 1847, Manuel Cortez, nativo de la aldea de Mora, Nuevo México, organizó un frente armado en contra de los invasores del Ejército estadounidense. La rebelión en Mora comenzó con el asesinato de un grupo de comerciantes que viajan a Misuri, Estados Unidos. El Capitán Israel R. Henley escuchó que las fuerzas sublevadas se encontraban a las afueras de Santa Fe, Nuevo México. Henley se enteró de que los insurgentes habían reunido una fuerza de alrededor de dos centenares de hombres en Mora.

## Batalla
El 24 de enero, ochenta soldados comandados por el Capitán Henley llegaron a Mora para enfrentarse a los insurgentes. Un encarnecido combate surgió, y los insurgentes se retiraron a sus casas y dispararon desde las ventanas del pueblo. Los insurgentes se habían atrincherado en un viejo fuerte y dispararon contra los americanos desde allí. Henley llevó mientras comandaba una avanzada al frente de sus tropas fue asesinado a tiros. 
Tropas de los EE. UU., que no tienen artillería, se retiraron a la ciudad de Las Vegas, Nuevo México, para reorganizar. La batalla de tres horas reclamada Henley como el único americano de mortalidad, mientras que los insurgentes perdieron 25. Otras víctimas incluyeron tres heridos americanos y 17 rebeldes prisioneros.

## Consecuencias
El 1 de febrero, alrededor de 200 tropas de los Estados Unidos encabezadas por el Capitán Jesse I. Morin volvieron a Mora armadas con dos obuses. La mayoría de los insurgentes huyeron a las montañas que rodean el pueblo. Sin embargo, Morin ordenó la destrucción completa de la aldea de Mora y la quema de los campos de trigo que rodeaban la localidad.